# Suwon Samsung Bluewings Football Club
Il Suwon Samsung Bluewings Football Club (수원 삼성 블루윙즈?) è una società calcistica sudcoreana avente sede a Suwon. Milita in K-League 2, la seconda divisione del campionato sudcoreano di calcio.
Nonostante la recente fondazione, il club risulta uno dei più titolati in patria con 18 trofei nazionali e 6 internazionali in bacheca, tra cui due AFC Champions League.

## Storia
Il club fu fondato nel dicembre 1995 dal gruppo Samsung, iscrivendosi alla K League a partire dalla stagione successiva. Al termine della prima annata, perse il titolo nazionale nella finale disputata contro l'Ulsan Hyundai. Sotto la guida tecnica di Kim Ho, vinse il campionato sudcoreano nel 1998 e nel 1999. Trionfi a cui si aggiunsero, tra l'anno di fondazione e il 2003, le conquiste di tre Coppe di lega consecutive, una Coppa di Corea, due Supercoppa e due Champions League asiatiche. 
Dal 2004, il pluridecorato tecnico fu sostituito da Cha Bum-kun, che condusse il club alla vittoria del terzo titolo nazionale nella sua stagione d'esordio come allenatore. Sulla panchina del Suwon, collezionerà ancora due Coppa di lega (2005 e 2008), due Coppa di Corea (2009 e 2010), una Champions League (2005), un Pan-Pacific Championship (2009) ed un ulteriore scudetto nel 2008.
A partire dal 2010, tuttavia, per il team avrà inizio un periodo di declino, interrotto dai trionfi in coppa del 2010, 2016 e 2019. Nel 2014 e nel 2015, inoltre, raggiungerà il secondo posto in campionato, sfiorando il trionfo.
Nel 2023, da fanalino di coda, la squadra retrocesse in K League 2 per la prima volta nella sua storia.

## Strutture

### Stadio
Dal 1995 al 2001, lo stadio in cui il club disputò le gare casalinghe fu il Suwon Sports Complex. 
Nel 1996, la Samsung avviò i lavori di costruzione del Suwon World Cup Stadium, ultimati nel 2001 per effetto del sostegno economico offerto alla multinazionale dalla città di Suwon e dalla provincia di Gyeonggi. L'impianto, che ospitò anche il campionato mondiale di calcio 2002, divenne così la casa del club.

## Allenatori
- 1996-2003  Kim Ho
- 2004-2010  Cha Bum-Kun
- 2011-2012  Yoon Sung-Hyo
- 2012-2018  Seo Jung-won
- 2018  Lee Byung-keun
- 2018-2020  Lee Lim-saeng
- 2020  Ju Seung-jin
- 2020-2022  Park Kun-ha
- 2022-2023  Lee Byung-keun
- 2023  Kim Byung-soo
- 2023-2024  Yeom Ki-hun
- 2024-Oggi  Byun Sung-hwan

## Palmarès

### Competizioni nazionali

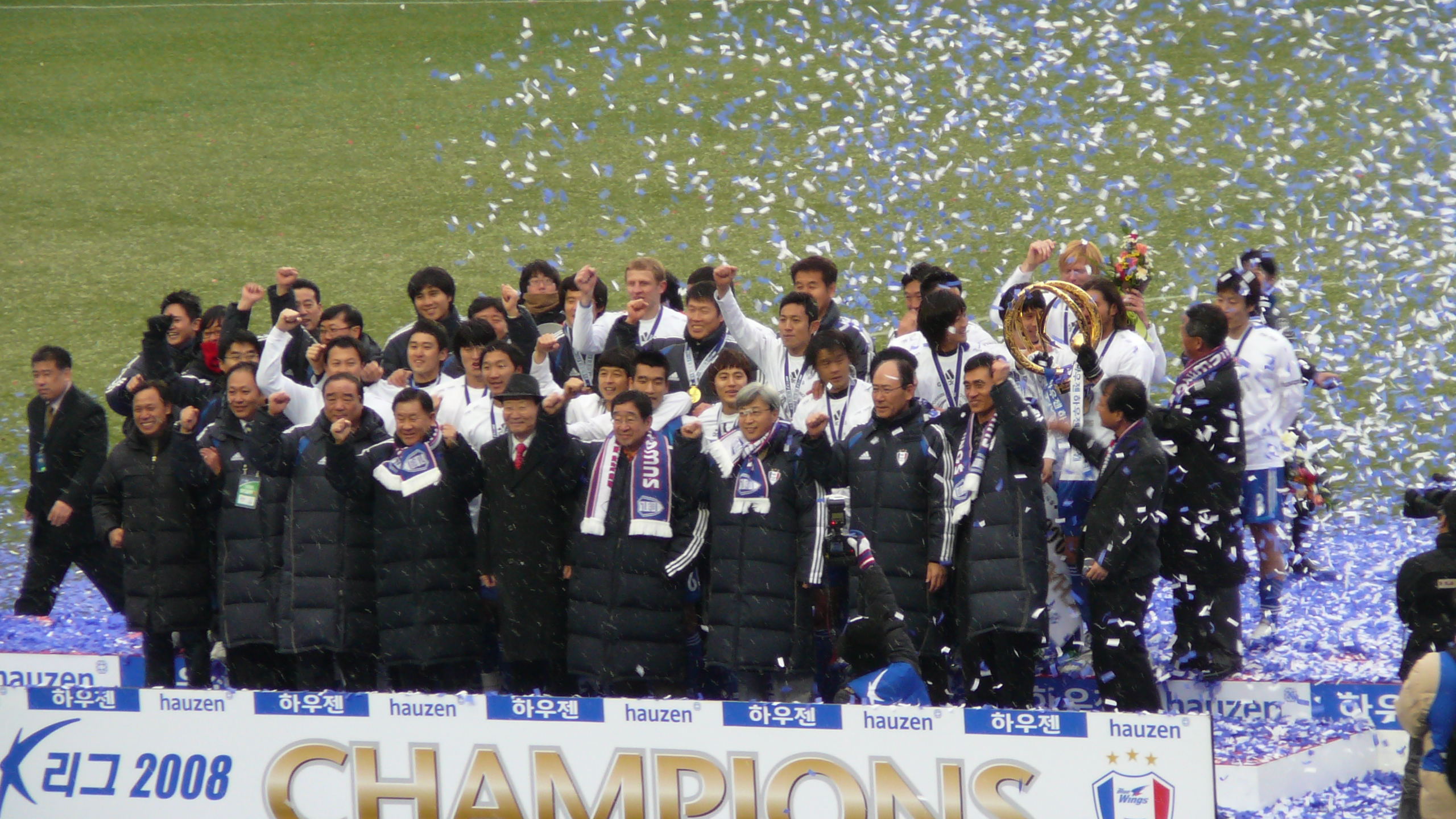
Il Bluewings festeggia la vittoria in K-League 2008.

- K League: 4

1998, 1999, 2004, 2008
- Coppa della Corea del Sud: 5

2002, 2009, 2010, 2016, 2019
- Supercoppa di Corea del Sud: 3

1999, 2000, 2005
- K-League Cup: 6

1999 (Adidas Cup), 1999(Daehan Fire Insurance Cup), 2000, 2001, 2005, 2008

### Competizioni internazionali
- AFC Champions League: 2

2000-2001, 2001-2002
- Supercoppa d'Asia: 2

2001, 2002
- A3 Champions Cup: 1

2005
- Pan-Pacific Championship: 1

2009

### Altri piazzamenti
- K League 1:

Secondo posto: 1996, 2006, 2007, 2014, 2015
Terzo posto: 2001, 2002, 2003, 2017
- Coppa della Corea del Sud:

Finalista: 1996, 2006, 2011
Semifinalista: 2017, 2018
- AFC Champions League:

Semifinalista: 1999-2000, 2011, 2018
- Coppa delle Coppe dell'AFC:

Finalista: 1997-1998

## Organico

### Rosa 2022
| N. |                          | Ruolo | Calciatore     |
| -- | ------------------------ | ----- | -------------- |
| 1  | Corea del Sud (bandiera) | P     | Shin Hwa-Yong  |
| 2  | Corea del Sud (bandiera) | D     | Jeong Dong-ho  |
| 3  | Corea del Sud (bandiera) | D     | Yang Sang-Min  |
| 4  | Paesi Bassi (bandiera)   | D     | Dave Bulthuis  |
| 5  | Corea del Sud (bandiera) | D     | Park Hyun-beom |
| 6  | Australia (bandiera)     | D     | Matthew Jurman |
| 7  | Brasile (bandiera)       | A     | Johnathan      |
| 8  | Corea del Sud (bandiera) | C     | Cho Won-Hee    |
| 9  | Corea del Sud (bandiera) | A     | Park Gi-Dong   |
| 10 | Brasile (bandiera)       | A     | Santos         |
| 11 | Corea del Sud (bandiera) | C     | Kim Min-Woo    |
| 12 | Corea del Sud (bandiera) | C     | Ko Cha-Won     |
| 13 | Corea del Sud (bandiera) | C     | Seo Jung-Jin   |
| 14 | Corea del Sud (bandiera) | A     | Kim Kun-hee    |
| 15 | Corea del Sud (bandiera) | D     | Koo Ja-Ryong   |
| 16 | Corea del Sud (bandiera) | C     | Lee Jong-sung  |
| 17 | Corea del Sud (bandiera) | C     | Kim Jong-woo   |
| 19 | Corea del Sud (bandiera) | C     | Hyun-Soo Jang  |

| N. |                          | Ruolo | Calciatore           |
| -- | ------------------------ | ----- | -------------------- |
| 20 | Corea del Sud (bandiera) | D     | Kwak Kwang-seon      |
| 21 | Corea del Sud (bandiera) | P     | Yang Hyung-Mo        |
| 22 | Corea del Sud (bandiera) | C     | Ko Seung-Beom        |
| 23 | Corea del Sud (bandiera) | C     | Hong Soon-Hak        |
| 24 | Corea del Sud (bandiera) | C     | Ko Min-Sung          |
| 25 | Corea del Sud (bandiera) | D     | Sung-Kuen Choi       |
| 26 | Corea del Sud (bandiera) | C     | Yeom Ki-Hun          |
| 27 | Corea del Sud (bandiera) | C     | Lee Jong-Sung        |
| 28 | Corea del Sud (bandiera) | A     | Ha Tae-Goon          |
| 30 | Corea del Sud (bandiera) | C     | Shin Se-Gye          |
| 31 | Corea del Sud (bandiera) | P     | Yang Hyung-Mo        |
| 33 | Corea del Sud (bandiera) | C     | Lee Woo-Seok         |
| 36 | Corea del Sud (bandiera) | C     | Kim Dae-Kyung        |
| 39 | Corea del Sud (bandiera) | D     | Min Sang-Gi          |
| 41 | Corea del Sud (bandiera) | P     | Lee Sang-Wook        |
| 45 | Brasile (bandiera)       | D     | Reiner Ferreira      |
| 47 | Corea del Sud (bandiera) | D     | Oh Beom-Seok         |
|    | Ghana (bandiera)         | C     | Boadu Maxwell Acosty |

### Rosa 2017
| N. |                          | Ruolo | Calciatore     |
| -- | ------------------------ | ----- | -------------- |
| 1  | Corea del Sud (bandiera) | P     | Shin Hwa-Yong  |
| 3  | Corea del Sud (bandiera) | D     | Yang Sang-Min  |
| 4  | Corea del Sud (bandiera) | C     | Lee Yong-Rae   |
| 5  | Corea del Sud (bandiera) | D     | Park Hyun-beom |
| 6  | Australia (bandiera)     | D     | Matthew Jurman |
| 7  | Brasile (bandiera)       | A     | Johnathan      |
| 8  | Corea del Sud (bandiera) | C     | Cho Won-Hee    |
| 9  | Corea del Sud (bandiera) | A     | Park Gi-Dong   |
| 10 | Brasile (bandiera)       | A     | Santos         |
| 11 | Corea del Sud (bandiera) | C     | Kim Min-Woo    |
| 12 | Corea del Sud (bandiera) | C     | Ko Cha-Won     |
| 13 | Corea del Sud (bandiera) | C     | Seo Jung-Jin   |
| 14 | Corea del Sud (bandiera) | A     | Kim Kun-hee    |
| 15 | Corea del Sud (bandiera) | D     | Koo Ja-Ryong   |
| 16 | Corea del Sud (bandiera) | C     | Lee Jong-sung  |
| 17 | Corea del Sud (bandiera) | C     | Kim Jong-woo   |
| 19 | Corea del Sud (bandiera) | C     | Hyun-Soo Jang  |

| N. |                          | Ruolo | Calciatore      |
| -- | ------------------------ | ----- | --------------- |
| 20 | Corea del Sud (bandiera) | D     | Kwak Kwang-seon |
| 21 | Corea del Sud (bandiera) | P     | Yang Hyung-Mo   |
| 22 | Corea del Sud (bandiera) | C     | Ko Seung-Beom   |
| 23 | Corea del Sud (bandiera) | C     | Hong Soon-Hak   |
| 24 | Corea del Sud (bandiera) | C     | Ko Min-Sung     |
| 25 | Corea del Sud (bandiera) | D     | Sung-Kuen Choi  |
| 26 | Corea del Sud (bandiera) | C     | Yeom Ki-Hun     |
| 27 | Corea del Sud (bandiera) | C     | Lee Jong-Sung   |
| 28 | Corea del Sud (bandiera) | A     | Ha Tae-Goon     |
| 30 | Corea del Sud (bandiera) | C     | Shin Se-Gye     |
| 31 | Corea del Sud (bandiera) | P     | Yang Hyung-Mo   |
| 33 | Corea del Sud (bandiera) | C     | Lee Woo-Seok    |
| 36 | Corea del Sud (bandiera) | C     | Kim Dae-Kyung   |
| 39 | Corea del Sud (bandiera) | D     | Min Sang-Gi     |
| 41 | Corea del Sud (bandiera) | P     | Lee Sang-Wook   |
| 45 | Brasile (bandiera)       | D     | Reiner Ferreira |
| 47 | Corea del Sud (bandiera) | D     | Oh Beom-Seok    |

### Rosa 2014-2015
| N. |                           | Ruolo | Calciatore             |
| -- | ------------------------- | ----- | ---------------------- |
| 1  | Corea del Sud (bandiera)  | P     | Jung Sung-ryong        |
| 2  | Corea del Sud (bandiera)  | D     | Choi Jae-Soo           |
| 3  | Corea del Sud (bandiera)  | D     | Yang Sang-Min          |
| 5  | Corea del Sud (bandiera)  | D     | Cho Sung-Jin           |
| 6  | Corea del Sud (bandiera)  | C     | Kim Eun-Sun            |
| 7  | Corea del Sud (bandiera)  | C     | Lee Sang-ho            |
| 8  | Corea del Sud (bandiera)  | C     | Kim Do-Heon (capitano) |
| 9  | Corea del Sud (bandiera)  | C     | Oh Jang-Eun            |
| 10 | Brasile (bandiera)        | A     | Santos                 |
| 12 | Corea del Sud (bandiera)  | C     | Ko Cha-Won             |
| 13 | Corea del Sud (bandiera)  | C     | Seo Jung-Jin           |
| 14 | Corea del Nord (bandiera) | A     | Jong Tae-Se            |
| 15 | Corea del Sud (bandiera)  | D     | Koo Ja-Ryong           |
| 16 | Corea del Sud (bandiera)  | C     | Cho Ji-Hun             |
| 17 | Corea del Sud (bandiera)  | D     | Hong Chul              |
| 19 | Corea del Sud (bandiera)  | A     | Bae Ki-Jong            |

| N. |                          | Ruolo | Calciatore      |
| -- | ------------------------ | ----- | --------------- |
| 21 | Corea del Sud (bandiera) | P     | No Dong-Geon    |
| 22 | Corea del Sud (bandiera) | C     | Kwon Chang-Hoon |
| 23 | Corea del Sud (bandiera) | C     | Hong Soon-Hak   |
| 24 | Corea del Sud (bandiera) | C     | Ko Min-Sung     |
| 25 | Corea del Sud (bandiera) | D     | Cho Won-Deuk    |
| 26 | Corea del Sud (bandiera) | C     | Yeom Ki-Hun     |
| 27 | Corea del Sud (bandiera) | C     | Lee Jong-Sung   |
| 28 | Corea del Sud (bandiera) | A     | Ha Tae-Goon     |
| 30 | Corea del Sud (bandiera) | C     | Shin Se-Gye     |
| 31 | Corea del Sud (bandiera) | P     | Yang Hyung-Mo   |
| 33 | Corea del Sud (bandiera) | C     | Lee Woo-Seok    |
| 36 | Corea del Sud (bandiera) | C     | Kim Dae-Kyung   |
| 39 | Corea del Sud (bandiera) | D     | Min Sang-Gi     |
| 41 | Corea del Sud (bandiera) | P     | Lee Sang-Wook   |
| 45 | Brasile (bandiera)       | D     | Reiner Ferreira |
| 47 | Corea del Sud (bandiera) | D     | Oh Beom-Seok    |

### Rosa 2012-2013

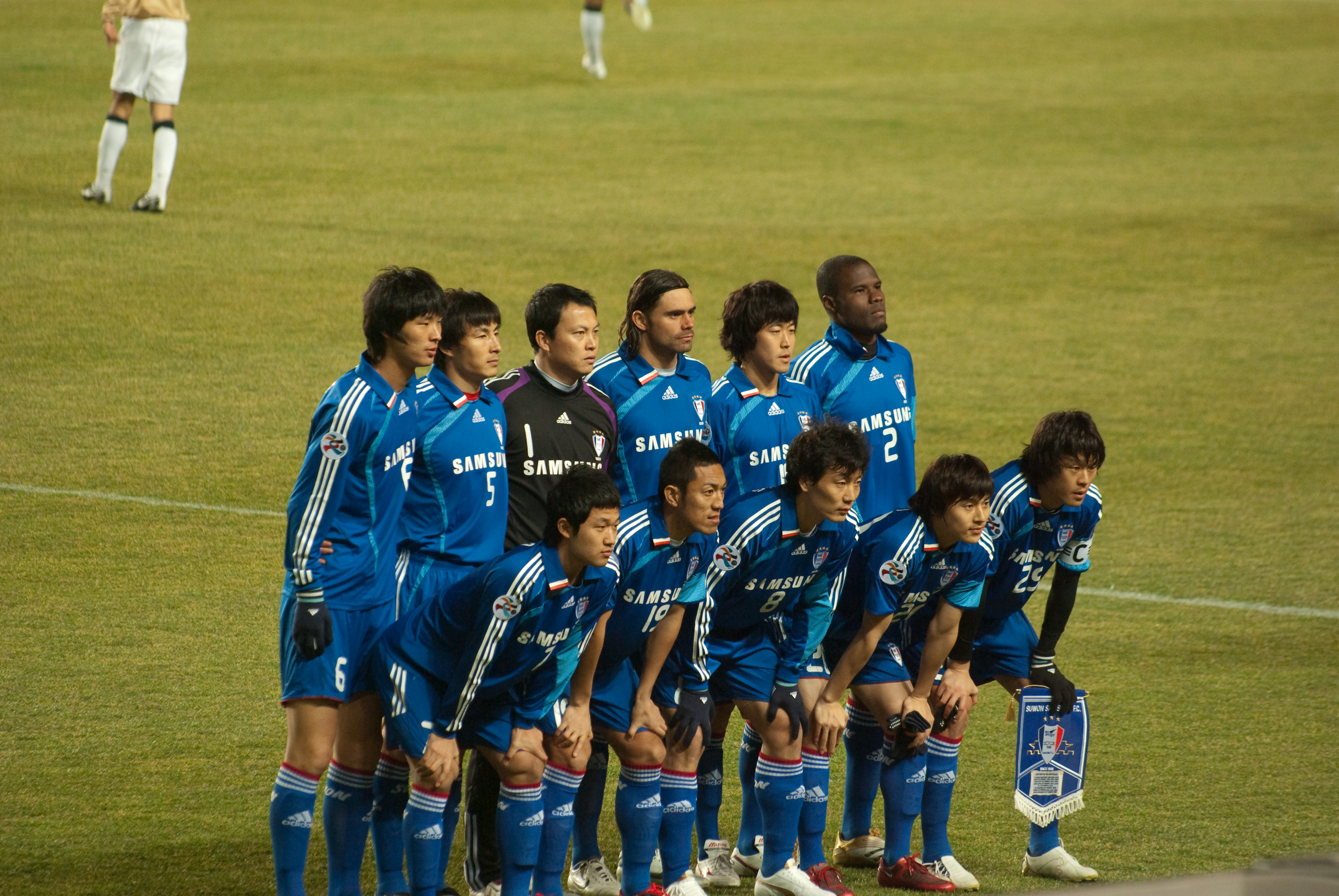
Il Bluwings nella ACL 2009.

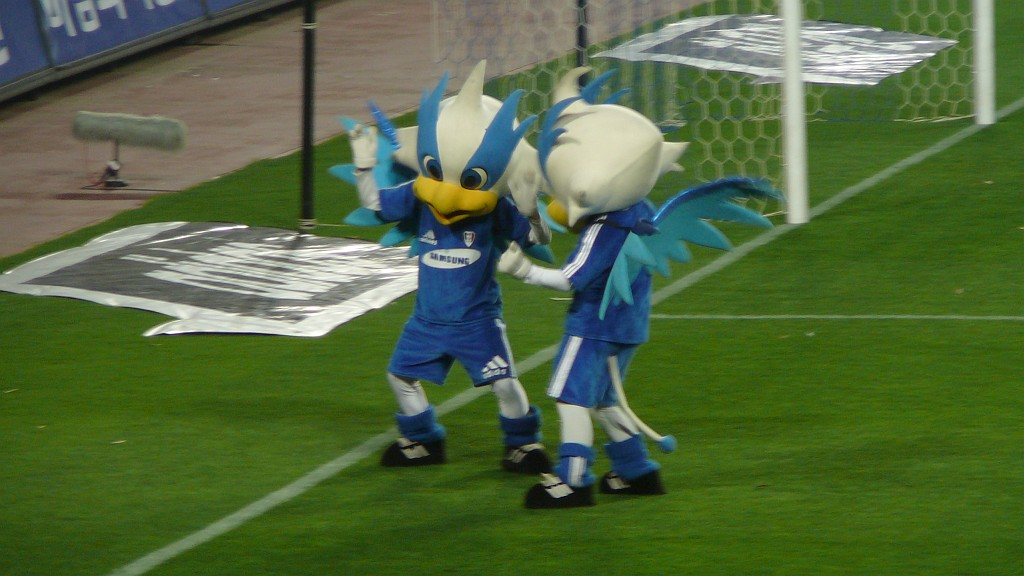
Aguileon, la mascotte del Suwon Bluewings.

| N. |                           | Ruolo | Calciatore             |
| -- | ------------------------- | ----- | ---------------------- |
| 1  | Corea del Sud (bandiera)  | P     | Jung Sung-ryong        |
| 2  | Corea del Sud (bandiera)  | D     | Choi Jae-Soo           |
| 3  | Corea del Sud (bandiera)  | C     | Lee Jong-Min           |
| 4  | Corea del Sud (bandiera)  | D     | Kwak Kwang-Seon        |
| 5  | Corea del Sud (bandiera)  | C     | Park Hyun-Beom         |
| 6  | Corea del Sud (bandiera)  | C     | Lee Yong-Rae           |
| 7  | Corea del Sud (bandiera)  | A     | Cho Dong-Geon          |
| 8  | Corea del Sud (bandiera)  | C     | Kim Do-Heon (capitano) |
| 9  | Corea del Sud (bandiera)  | C     | Oh Jang-Eun            |
| 10 | Montenegro (bandiera)     | A     | Dženan Radončić        |
| 13 | Corea del Sud (bandiera)  | C     | Seo Jung-Jin           |
| 14 | Corea del Nord (bandiera) | A     | Jong Tae-Se            |
| 15 | Corea del Sud (bandiera)  | C     | Hong Soon-Hak          |
| 16 | Corea del Sud (bandiera)  | C     | Cho Ji-Hun             |
| 17 | Corea del Sud (bandiera)  | D     | Hong Chul              |
| 18 | Corea del Sud (bandiera)  | C     | Park Jong-Jin          |
| 19 | Corea del Sud (bandiera)  | A     | Cho Yong-Tae           |

| N. |                          | Ruolo | Calciatore      |
| -- | ------------------------ | ----- | --------------- |
| 20 | Corea del Sud (bandiera) | C     | Lee Hyun-Woong  |
| 21 | Corea del Sud (bandiera) | P     | Yang Dong-Won   |
| 22 | Corea del Sud (bandiera) | C     | Kwon Chang-Hoon |
| 23 | Australia (bandiera)     | D     | Edward Bosnar   |
| 25 | Brasile (bandiera)       | A     | Pimpão          |
| 27 | Corea del Sud (bandiera) | C     | Im Kyung-Hyun   |
| 28 | Corea del Sud (bandiera) | C     | Chu Pyung-Kang  |
| 29 | Corea del Sud (bandiera) | D     | Kwak Hee-Ju     |
| 30 | Corea del Sud (bandiera) | C     | Shin Se-Gye     |
| 31 | Corea del Sud (bandiera) | P     | Jung Da-Un      |
| 32 | Corea del Sud (bandiera) | C     | Park Yong-Jae   |
| 33 | Corea del Sud (bandiera) | D     | Cho Cheol-In    |
| 34 | Corea del Sud (bandiera) | D     | Yeon Je-Min     |
| 35 | Corea del Sud (bandiera) | C     | Park Yong-Joon  |
| 36 | Corea del Sud (bandiera) | A     | Kim Dae-Kyung   |
| 37 | Corea del Sud (bandiera) | C     | Park Tae-Woong  |
| 39 | Corea del Sud (bandiera) | D     | Min Sang-Gi     |